# Andorra la Vella
Andorra la Vella (IPA: [ənˈdɔ.rə ɫə ˈve.ʎə]) és la capital del Principat d'Andorra i forma una de les set parròquies en què es divideix el país. Amb una superfície de 30 km² i una població de 23.324 habitants el 2022, és la parròquia més petita i la més poblada alhora. Està situada a la confluència dels rius Valira del Nord i Valira d'Orient, on formen la Valira, i es troba a 1.022 m d'altitud. Forma una aglomeració urbana d'uns 40.000 habitants amb la població d'Escaldes-Engordany.
La indústria principal és el turisme, tot i que també hi destaquen el comerç i els rendiments que deixa el capital estranger que s'allotja a les seves oficines bancàries, ja que Andorra és un país amb impostos molt més baixos que el seu entorn. S'hi produeixen mobles, tabac i conyac.
L'edifici més emblemàtic de la ciutat és la Casa de la Vall, casa forta del segle xvi que és la seu del Consell General (el Parlament andorrà) des del 1702. L'església parroquial està dedicada a Sant Esteve màrtir, i conserva l'absis i el campanar romànics del segle xi. Al sud de la ciutat hi ha la interessant església romànica de Santa Coloma, de campanar circular.

## Etimologia
La principal teoria sobre l'origen del topònim Andorra és que podria derivar de l'àrab al-Darra, el significat del qual és "bosc". Altres teories suggereixen que deriva del terme navarrès andurrial, que significa "terra coberta d'arbusts". El sobrenom la Vella, és a dir, la vila, li fou afegit posteriorment per tal de distingir la vila del conjunt del territori homònim i potser també per a subratllar-ne la capitalitat.

## Història

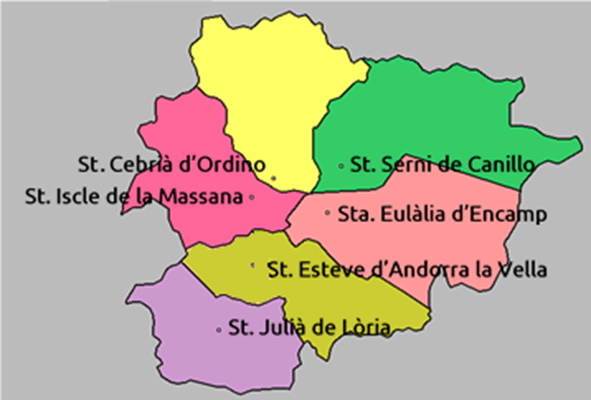
Les sis parròquies que consten en l'acta de consagració de la Catedral de la Seu d'Urgell.

La parròquia d'Andorra és esmentada per primer cop a l'acta de consagració de la catedral de la Seu d'Urgell, l'any 839. Un dels seus representants, Sinfré Raimon, va signar a la venda de les possessions andorranes que Ermengol V d'Urgell va fer al bisbe Pere Berenguer, el 1133. Ha estat la principal ciutat d'Andorra des del 1278, data de la signatura dels Pariatges, un acord segons el qual els bisbes d'Urgell i els comtes de Foix van decidir compartir-ne la sobirania.
Durant l'alta edat mitja, la necessitat d'organitzar-se davant dels poders feudals va obligar els habitants de les parròquies a cercar mecanismes de representació. Les primeres formes de govern comunitari, documentades des de la fi del segle xiii, van ser les assemblees de tots els caps de casa, que es trobaven als porxos de les esglésies o als cementiris. Al llarg del segle xv aquestes assemblees generals van donar pas a la constitució d'òrgans de govern més reduïts, governats per representants electes: prohoms, pròcers, jurats, etc. Els noms actuals de cònsols i consellers es van fixar al llarg del segle xvi.

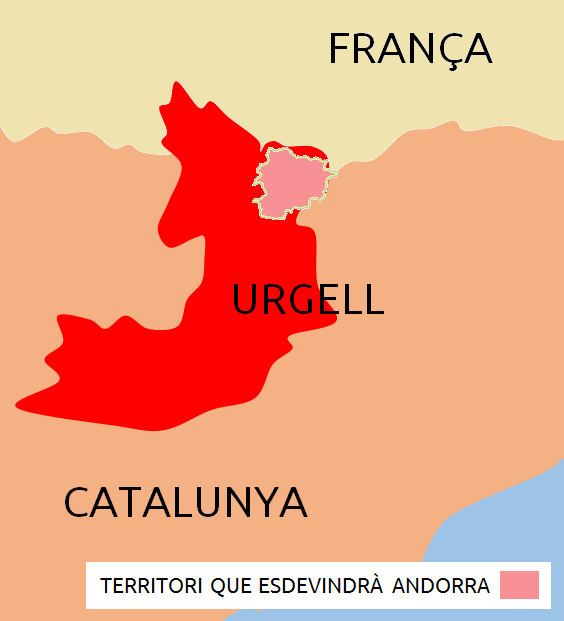
Localització d'Andorra dins del Comtat d'Urgell, vassall del rei català.

Fins a la segregació d'Escaldes, s'alternaven en el càrrec de cònsol major els representants dels quarts d'Andorra i del d'Escaldes, un any cadascun. Els quarts són divisions polítiques administratives dins de cada parròquia.
Els comuns decidien sobre aspectes bàsics de la vida econòmica i social de les seves comunitats. Controlaven els recursos naturals, gestionaven els espais de pastura i conreu. Imposaven taxes i tributs. Aprovaven les concessions per a l'explotació de mines de ferro i la instal·lació de fargues, algunes de les quals eren de propietat comunal. Mantenien els ponts i els camins del seu terme. Legislaven a través de les ordinacions i nomenaven els càrrecs i oficis de l'administració comunal: mostassaf i manadors.
Els cònsols en actiu i els de l'any anterior formaven part del Consell de la Terra, l'assemblea de totes les parròquies que es va consolidar el 1419 per concessió del copríncep episcopal Francesc de Tovià i que poc després va ratificar el copríncep comte de Foix. En la pràctica, Andorra funcionava com una federació de parròquies, unides en la defensa d'interessos comuns.
La consideració d'Andorra la Vella —de fet, fins al segle xviii se’n deia la vila d'Andorra— com a capital de les Valls és un fet tangible des del segle xv, quan s'hi estableix la primera seu del Consell de la Terra, en un casal del cap del Carrer. El 1702 el Consell va adquirir a la família Busquets la seva casa pairal, la que seria transformada en Casa de la Vall.
La Nova Reforma del 1866 va ampliar el dret a vot a tots els caps de casa. A partir d'aquest moment, el càrrec de cònsol va ser incompatible amb el de conseller general. L'aprovació de la Nova Reforma va donar pas a un període d'inestabilitat i conflictes: la societat andorrana intentava trobar el seu camí per assolir la modernitat política.

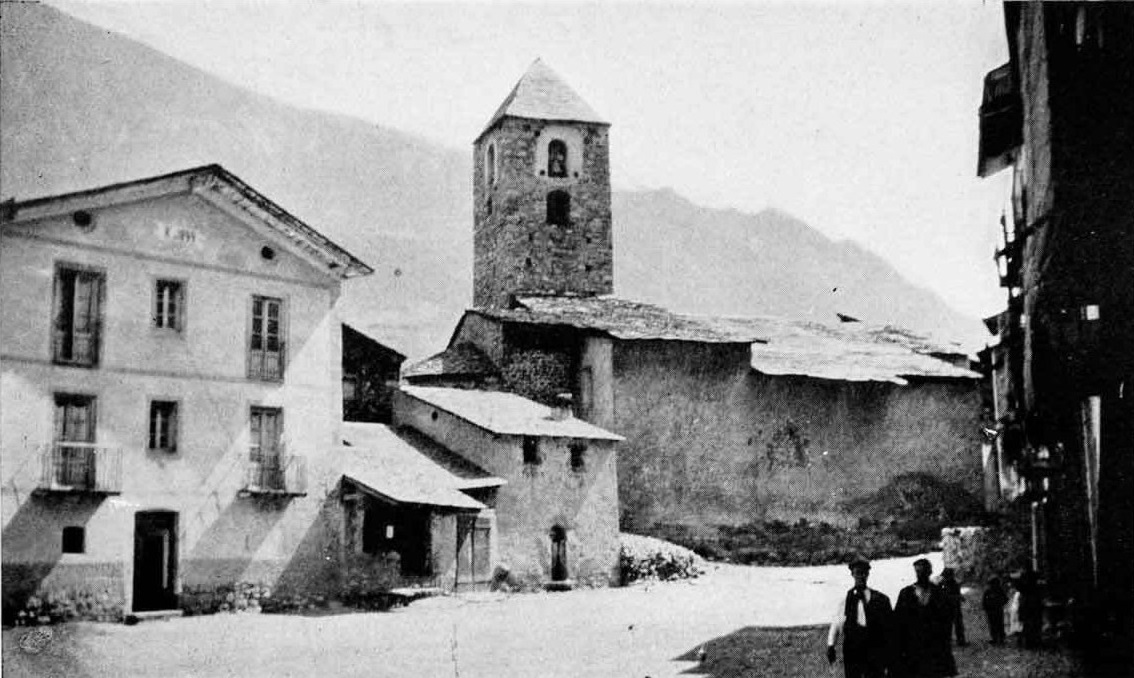
Andorra la Vella al 1920.

Coincidint amb una incipient industrialització i amb l'obertura a l'exterior, la revolució del 1933 va propiciar la instauració del sufragi general masculí.
El 1978 es va produir la primera i, de moment, única, modificació de l'ancestral estructura parroquial andorrana, quan el quart d'Escaldes-Engordany es va constituir en la setena parròquia, fent que el quart d'Andorra la Vella esdevingués també parròquia.
La creació de la nova parròquia estava emmarcada en el seguit de reformes polítiques que van impulsar els andorrans a partir dels anys setanta, i que va desembocar en el procés que va portar a l'aprovació de la Constitució del 1993. Aquesta constitució va establir al país una democràcia parlamentària amb els tres poders (executiu, legislatiu i judicial) localitzats a Andorra la Vella. El text reconeix el paper dels comuns i relaciona les seves competències, que el 1993 van ser desplegades en llei.
Andorra la Vella va optar a ser seu dels Jocs Olímpics d'Hivern de 2010, els vint-i-unens de la història olímpica moderna, que finalment tingueren lloc a Vancouver (Canadà).

## Geografia

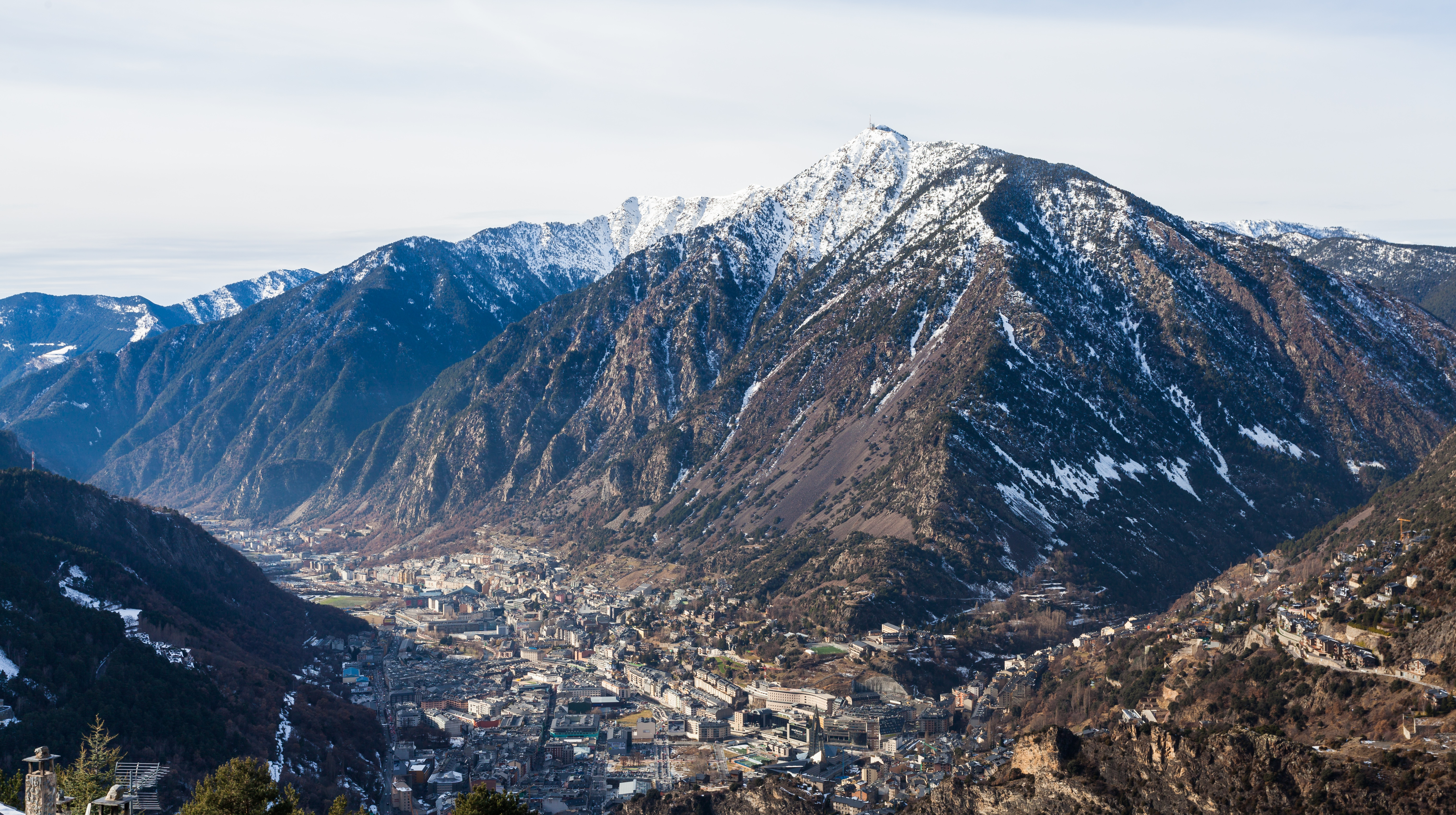
Vista d'Andorra la Vella.

Andorra la Vella és situada a l'ampla vall central, d'origen glacial, travessada per la Valira, i comprèn la vall del riu Madriu i el seu afluent, el riu de Perafita. La ciutat, situada a 1.022 metres d'altitud sota la serra d'Enclar (2 316 m), es troba a 11 i a 33 km, respectivament, per carretera, de la frontera amb Catalunya i França.
La muntanya més alta de la parròquia és el Bony de la Pica, de 2.402 msnm. Els voltants d'Andorra la Vella estan coberts d'extensos boscos de muntanya mitjana, influenciada per l'altitud, i l'espècie dominant és el pi roig (pinus sylvestris). A més dels pobles de Santa Coloma d'Andorra, són dins la parròquia l'antic llogaret de la Margineda, les bordes de la Comella i el castell de Sant Vicenç de Montclar. Al nord del nucli antic hi ha els nous barris de les Closes de Guillemó, Sant Andreu, Prada Guillemó i Prada Ramon.

### Clima
Andorra la Vella té un clima oceànic (cfb, segons la classificació climàtica de Köppen), altament influenciat per la seva altitud de 1.030 msnm. Això vol dir que pot ser extrem, però bastant menys que en altres llocs similars tenint en compte l'altitud. A l'hivern ressalta molt el fred i la neu, i les temperatures sota zero són molt habituals. L'estiu és suau amb màximes que poques vegades superen els 30 graus. La precipitació mitjana anual és de 812,30 mm. Les temperatures baixen per l'alçada en comparació amb les zones baixes.
| Dades climàtiques a Andorra la Vella (1971–2000, extremes 1934–2016) | Dades climàtiques a Andorra la Vella (1971–2000, extremes 1934–2016) | Dades climàtiques a Andorra la Vella (1971–2000, extremes 1934–2016) | Dades climàtiques a Andorra la Vella (1971–2000, extremes 1934–2016) | Dades climàtiques a Andorra la Vella (1971–2000, extremes 1934–2016) | Dades climàtiques a Andorra la Vella (1971–2000, extremes 1934–2016) | Dades climàtiques a Andorra la Vella (1971–2000, extremes 1934–2016) | Dades climàtiques a Andorra la Vella (1971–2000, extremes 1934–2016) | Dades climàtiques a Andorra la Vella (1971–2000, extremes 1934–2016) | Dades climàtiques a Andorra la Vella (1971–2000, extremes 1934–2016) | Dades climàtiques a Andorra la Vella (1971–2000, extremes 1934–2016) | Dades climàtiques a Andorra la Vella (1971–2000, extremes 1934–2016) | Dades climàtiques a Andorra la Vella (1971–2000, extremes 1934–2016) | Dades climàtiques a Andorra la Vella (1971–2000, extremes 1934–2016) |
| Mes                                                                  | gen                                                                  | febr                                                                 | març                                                                 | abr                                                                  | maig                                                                 | juny                                                                 | jul                                                                  | ag                                                                   | set                                                                  | oct                                                                  | nov                                                                  | des                                                                  | anual                                                                |
| -------------------------------------------------------------------- | -------------------------------------------------------------------- | -------------------------------------------------------------------- | -------------------------------------------------------------------- | -------------------------------------------------------------------- | -------------------------------------------------------------------- | -------------------------------------------------------------------- | -------------------------------------------------------------------- | -------------------------------------------------------------------- | -------------------------------------------------------------------- | -------------------------------------------------------------------- | -------------------------------------------------------------------- | -------------------------------------------------------------------- | -------------------------------------------------------------------- |
| Màxima rècord °C (°F)                                                | 18.0 (64.4)                                                          | 20.0 (68)                                                            | 24.8 (76.6)                                                          | 29.0 (84.2)                                                          | 29.2 (84.6)                                                          | 36.0 (96.8)                                                          | 39.0 (102.2)                                                         | 35.9 (96.6)                                                          | 32.0 (89.6)                                                          | 31.0 (87.8)                                                          | 21.2 (70.2)                                                          | 19.0 (66.2)                                                          | 39.0 (102.2)                                                         |
| Màxima mitjana °C (°F)                                               | 6.9 (44.4)                                                           | 8.9 (48)                                                             | 11.7 (53.1)                                                          | 13.3 (55.9)                                                          | 17.6 (63.7)                                                          | 21.9 (71.4)                                                          | 26.2 (79.2)                                                          | 25.4 (77.7)                                                          | 21.4 (70.5)                                                          | 16.0 (60.8)                                                          | 10.7 (51.3)                                                          | 7.5 (45.5)                                                           | 15.6 (60.1)                                                          |
| Mitjana diària °C (°F)                                               | 2.2 (36)                                                             | 3.5 (38.3)                                                           | 5.8 (42.4)                                                           | 7.5 (45.5)                                                           | 11.5 (52.7)                                                          | 15.4 (59.7)                                                          | 18.8 (65.8)                                                          | 18.5 (65.3)                                                          | 14.9 (58.8)                                                          | 10.3 (50.5)                                                          | 5.7 (42.3)                                                           | 3.0 (37.4)                                                           | 9.8 (49.6)                                                           |
| Mínima mitjana °C (°F)                                               | −2.5 (27.5)                                                          | −1.8 (28.8)                                                          | −0.2 (31.6)                                                          | 1.7 (35.1)                                                           | 5.3 (41.5)                                                           | 8.8 (47.8)                                                           | 11.4 (52.5)                                                          | 11.4 (52.5)                                                          | 8.5 (47.3)                                                           | 4.7 (40.5)                                                           | 0.6 (33.1)                                                           | −1.4 (29.5)                                                          | 3.9 (39)                                                             |
| Mínima rècord °C (°F)                                                | −15 (5)                                                              | −16 (3)                                                              | −11 (12)                                                             | −7 (19)                                                              | −2 (28)                                                              | 0.0 (32)                                                             | 3.0 (37.4)                                                           | 2.0 (35.6)                                                           | 0.0 (32)                                                             | −6 (21)                                                              | −19.5 (−3.1)                                                         | −13 (9)                                                              | −19.5 (−3.1)                                                         |
| Precipitació mitjana mm (polzades)                                   | 53.1 (2.091)                                                         | 37.9 (1.492)                                                         | 40.5 (1.594)                                                         | 71.2 (2.803)                                                         | 89.8 (3.535)                                                         | 84.2 (3.315)                                                         | 60.7 (2.39)                                                          | 85.6 (3.37)                                                          | 80.9 (3.185)                                                         | 72.4 (2.85)                                                          | 68.4 (2.693)                                                         | 67.9 (2.673)                                                         | 812.3 (31.98)                                                        |
| Font #1: ACDA                                                        |                                                                      |                                                                      |                                                                      |                                                                      |                                                                      |                                                                      |                                                                      |                                                                      |                                                                      |                                                                      |                                                                      |                                                                      |                                                                      |
| Font #2: Meteo Climat (record highs and lows)                        |                                                                      |                                                                      |                                                                      |                                                                      |                                                                      |                                                                      |                                                                      |                                                                      |                                                                      |                                                                      |                                                                      |                                                                      |                                                                      |

## Demografia
La ciutat d'Andorra la Vella forma una aglomeració urbana d'uns 50.000 habitants juntament amb les parròquies d'Escaldes-Engordany a l'est i Sant Julià de Lòria al sud. Aquesta aglomeració s'estén en sentit longitudinal seguint el traçat de la carretera.
Andorra la Vella té 23.324 habitants, segons el cens de 2022. La població està composta per un 37% de ciutadans de nacionalitat espanyola, 33% d'andorrans, 12% de portuguesos, i 4% de francesos, més algunes altres comunitats minoritàries (14%). La majoria dels habitants són catòlics romans, i l'esperança de vida és de més de 80 anys.
| 1865  | 1947  | 1965  | 1981   | 1985   | 1988   | 1995   | 2000   | 2005   | 2007   | 2010   | 2012   | 2014   | 2016   | 2018   | 2020   | 2022   |
| ----- | ----- | ----- | ------ | ------ | ------ | ------ | ------ | ------ | ------ | ------ | ------ | ------ | ------ | ------ | ------ | ------ |
| 1.100 | 1.975 | 8.833 | 14.783 | 17.201 | 19.566 | 21.984 | 20.845 | 23.587 | 24.574 | 21.190 | 19.408 | 21.126 | 21.672 | 22.151 | 22.537 | 23.324 |

## Política i govern

### Govern central
Andorra la Vella és la seu del Govern d'Andorra, i com a capital de l'Estat hi ha presents a la ciutat els següents edificis:
- L'Edifici administratiu del Govern d'Andorra, seu del Govern del qual depenen el Ministeri de Finances i Funció Pública, Ministeri d'Economia i Territori, Ministeri d'Afers Exteriors, Ministeri de Justícia i Interior, Ministeri de Salut i Benestar, Ministeri d'Educació i Joventut, Ministeri de Turisme i Medi Ambient, i Ministeri de Cultura.
- El Consell General d'Andorra, l'òrgan legislatiu i parlament del Govern, que està ubicat al Nou Consell General d'Andorra i a la Casa de la Vall. Des del 2011 les sessions ordinàries tenen lloc a la nova seu, i les sessions tradicionals (sessió constitutiva o la sessió de Sant Tomàs) tenen lloc a la Casa de la Vall.[8]

### Govern comunal
Cada quatre anys, els electors d'Andorra la Vella trien dotze consellers, dels quals se n'escullen el cònsol major i el cònsol menor, que ostenten la màxima representació política en el Comú d'Andorra la Vella.
Els resultats de les eleccions comunals del 2019 han configurat l'actual equip de govern, format per una majoria de nou consellers de Demòcrates per Andorra, sent cònsol major des de 2023, David Astrié, després que Conxita Marsol i Riart renunciés al càrrec després de 7 anys.

#### Llista de cònsols majors
Des del 1992 hi ha hagut 7 cònsols majors a Andorra la Vella. Actualment ostenta el títol Sergi González, atès que la coalició Enclar va obtenir 9 escons, davant de 3 de Demòcrates d'Andorra -SDP en les eleccions comunals de desembre de 2023.
| Període             | Cònsol major                        | Partit                                                                              |
| ------------------- | ----------------------------------- | ----------------------------------------------------------------------------------- |
| 1992-1997           | Lluís Viu Torres                    | Nova Democràcia (ND)                                                                |
| 1997-2003           | Conxita Mora Jordana                | Coalició pel Progrés (CP)                                                           |
| 2004-2007           | Francesc Xavier Mora Baron          | Partit Socialdemòcrata (PS)                                                         |
| 2008-2015           | Maria Rosa Ferrer Obiols            | Partit Socialdemòcrata (PS) (2008-2012) Independents per Andorra (Cd'I) (2012-2015) |
| 2015                | Jordi Ramon Minguillon Capdevila    | Independents per Andorra (Cd'I)                                                     |
| 2016-2023 2023-2024 | Conxita Marsol i Riart David Astrié | Demòcrates per Andorra (DA)                                                         |
| 2024                | Sergi González                      | Enclar (Concòrdia - PS)                                                             |

## Atractius turístics

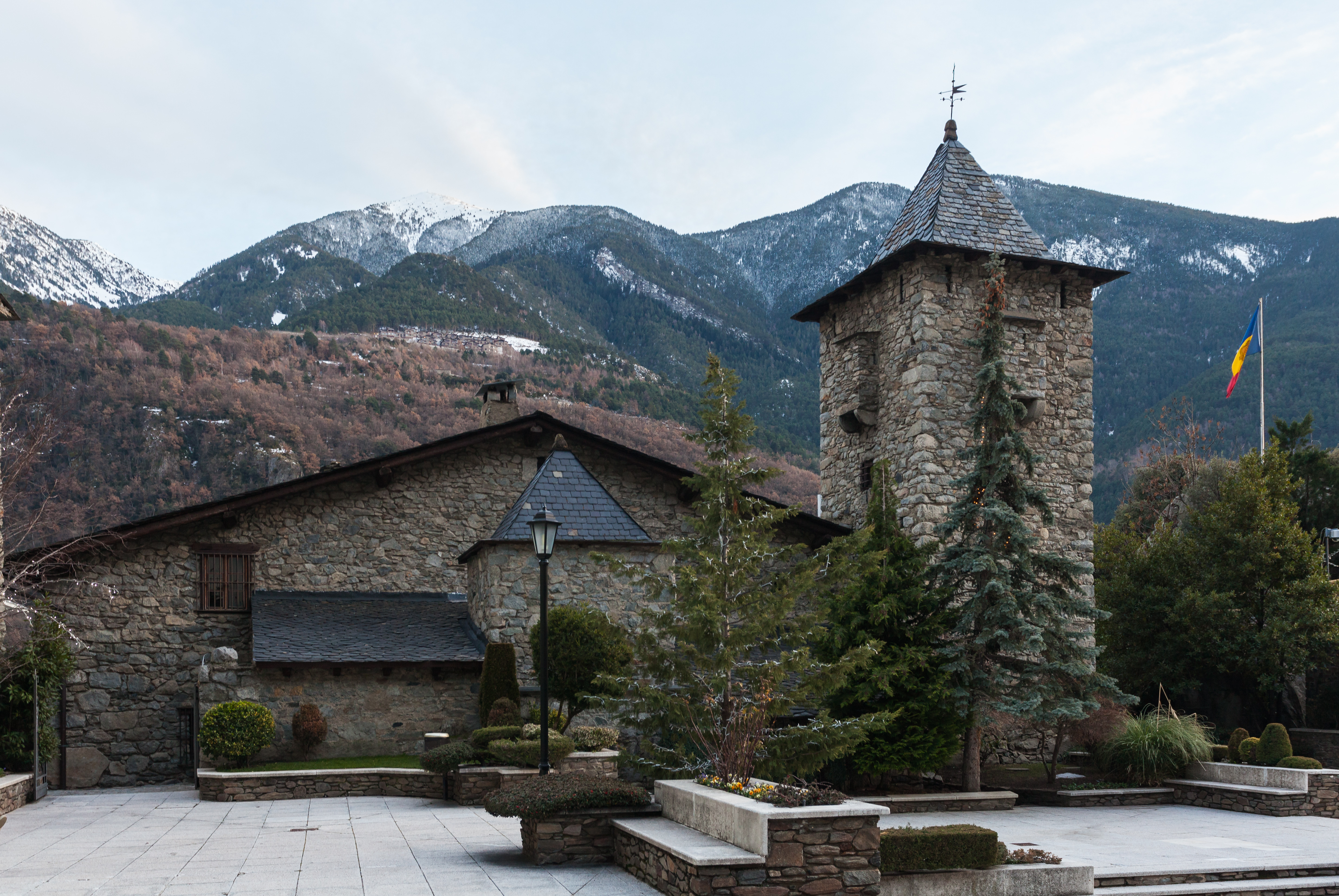
La Casa de la Vall.

Malgrat que gran part del turisme que visita Andorra la Vella dedica gran part del seu temps a les compres i l'esquí, la capital del Principat disposa d'altres atractius turístics com la visita d'esglésies i edificis històrics. La llista següent mostra els atractius turístics més recorreguts de la ciutat:

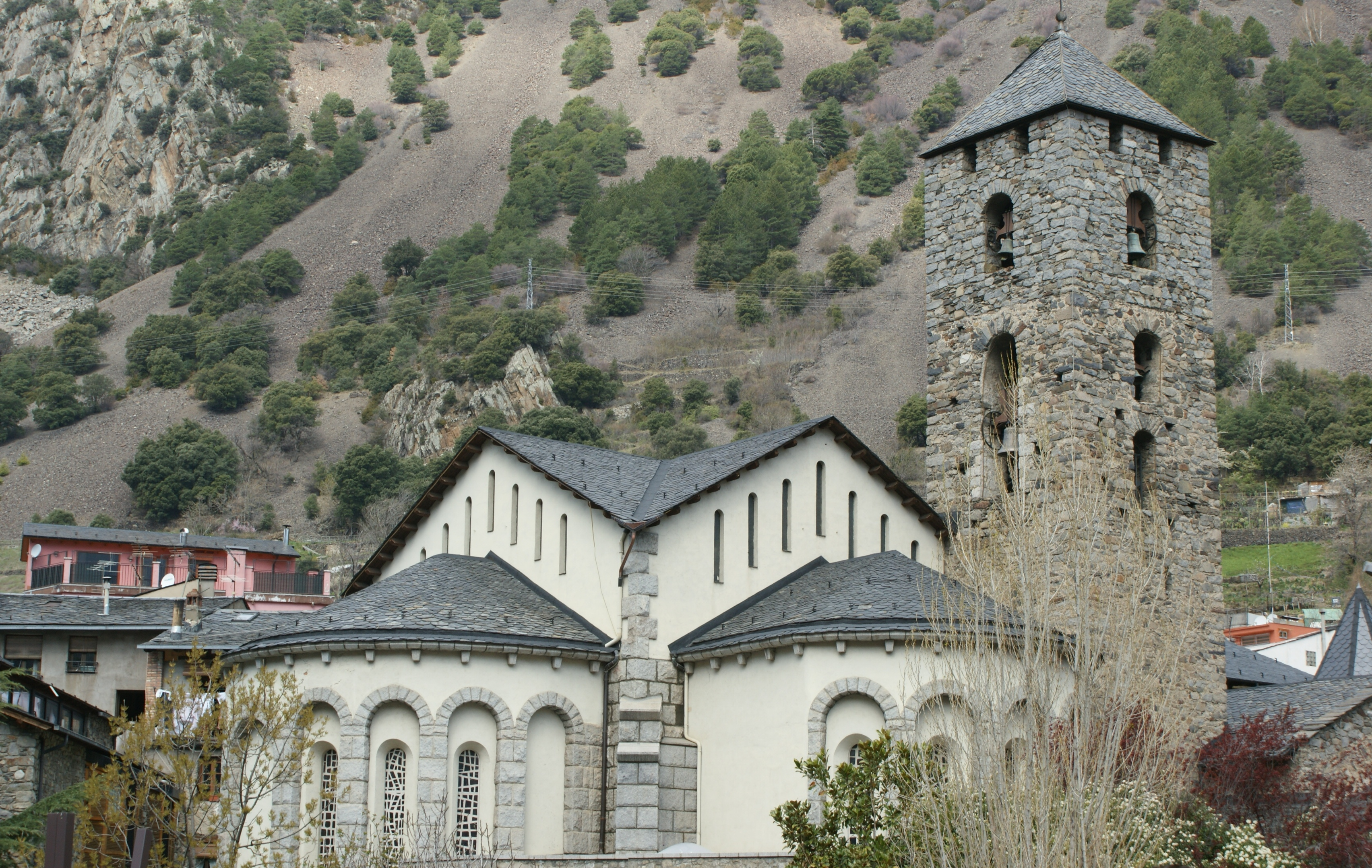
L'església de Sant Esteve.

- Centre Termolúdic Caldea. Balneari termal situat a la parròquia de Escaldes-Engordany.
- Casa de la Vall. Un dels edificis més emblemàtics de la ciutat, és una casa-forta del segle xvi que actualment serveix al Consell General des del 1702.
- Església de Sant Esteve. Església parroquial que conserva l'atri i el campanar romànics del segle xi. La resta, són remodelacions fetes amb posterioritat, les més significatives, als anys 1940 a càrrec de l'arquitecte modernista català Josep Puig i Cadafalch.
- Església de Santa Coloma. Edifici preromànic situat al sud de la parròquia, al nucli de Santa Coloma d'Andorra. Té un campanar circular.
- Pont de la Margineda. Pont romànic que creua el riu Valira. Situat al nord, a l'antic llogaret de la Margineda -pràcticament limítrof amb la parròquia de Sant Julià de Lòria- es tracta del pont medieval més gran dels que es conserven al Principat.
- Castell i església de Sant Vicenç d'Enclar. Situat a 1.126 metres d'altura, per sobre de Santa Coloma d'Andorra. Complex medieval, antigament fortificat, que es va aixecar sobre construccions romanes entre els segles vii i viii.

Altres atractius que atrauen visitants d'arreu d'Europa i del món són els centres comercials i grans magatzems de Pyrénées, CCA i Leclerc, que es troben a l'avinguda de Meritxell, així com l'Andorra 2000, que es troba a l'avinguda de Tarragona (CG-1).

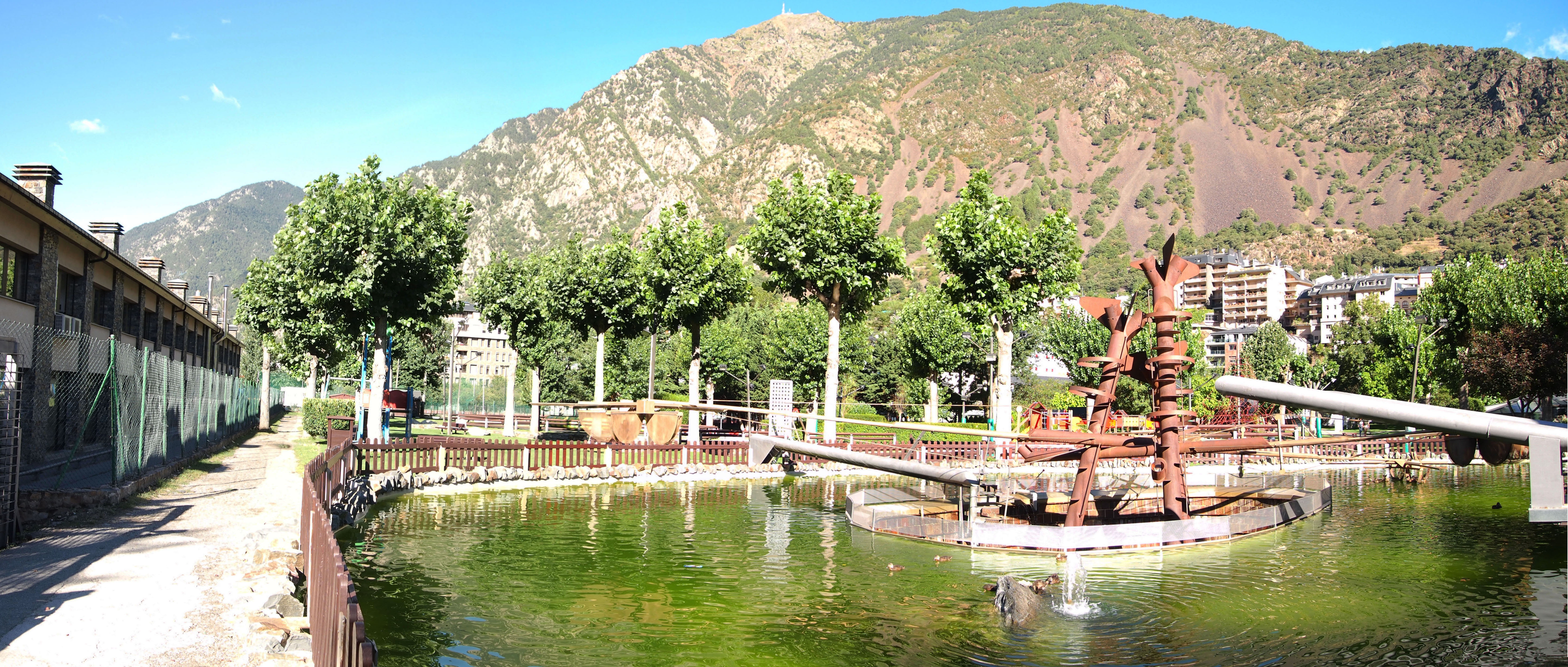
El Parc Central d'Andorra la Vella.

## Cultura

### Equipaments culturals i teatrals

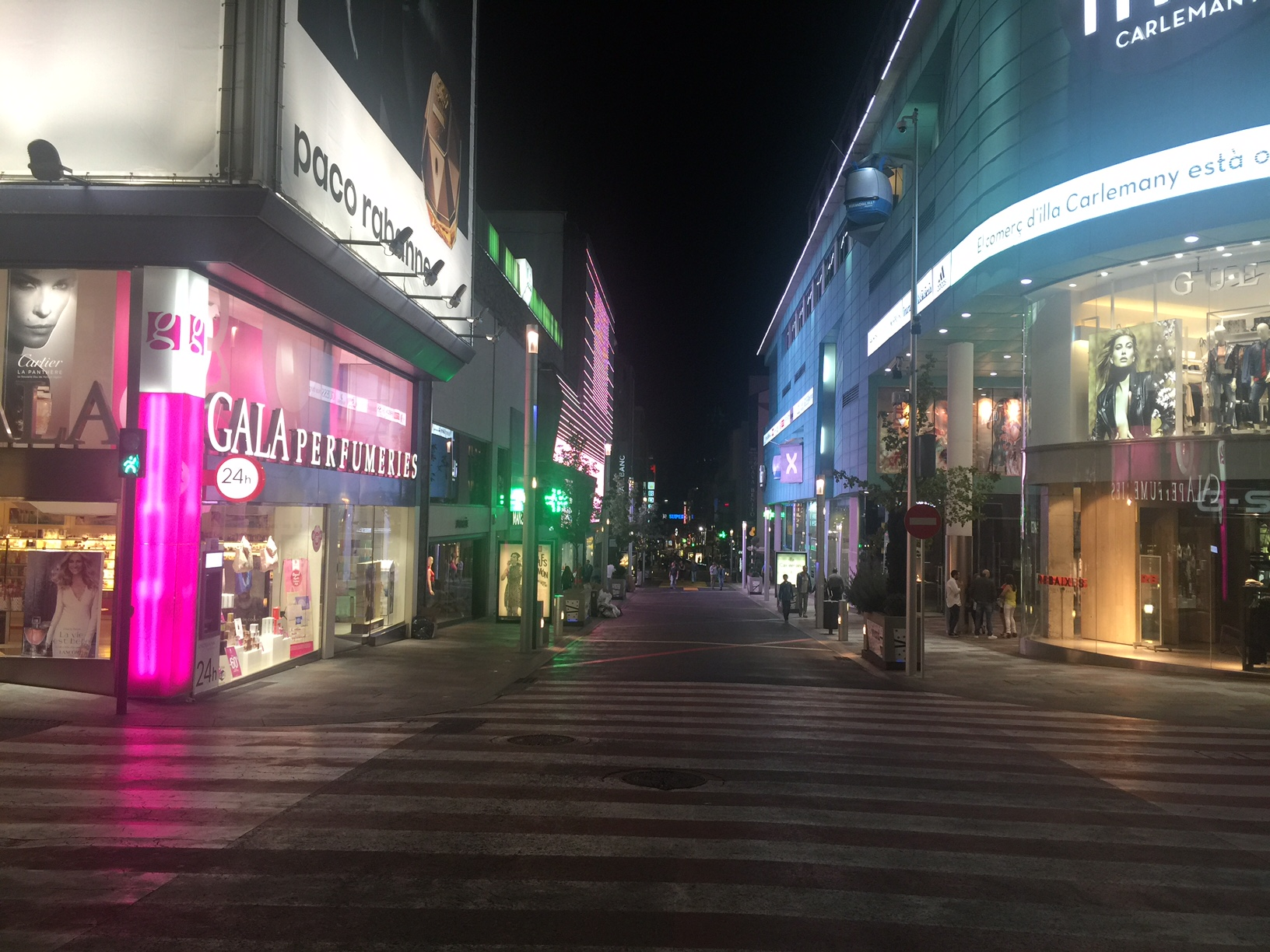
Vista de l'avinguda de Meritxell, un dels carrers més comercials de la ciutat.

El Teatre Comunal, creat el 1992 després de la reforma de l'antic cinema de les Valls, és el principal recinte escènic de la vila. Situat al centre, té capacitat per a prop de 250 espectadors. Té una programació estable de teatre, dansa i música. Més recentment es va inaugurar al Centre cultural La Llacuna, que acull l'Institut de Música i Dansa.

### Esdeveniments culturals
- Temporada de música i dansa. Mostra anual de música i dansa que se celebra des del 1994.
- Dijous de rock. Cicle de concerts per a la promoció dels grups andorrans de rock, que se celebra anualment durant els mesos d'estiu (juliol-agost).
- Festival Internacional de Pallasses. Certamen de caràcter bianual que se celebra des del 2001.
- Andorra Red Music, un festival de música que se celebra des del 2014.

### Festes tradicionals
- 17 de gener, festes de Sant Antoni.
- 15 i 16 d'abril, Cants de caramelles.
- 15 i 16 de juny, Festa major del barri del Puial.
- Primer cap de setmana d'agost, Festa major d'Andorra la Vella.
- 10 al 12 de desembre, Fira de Santa Llúcia.

## Transports

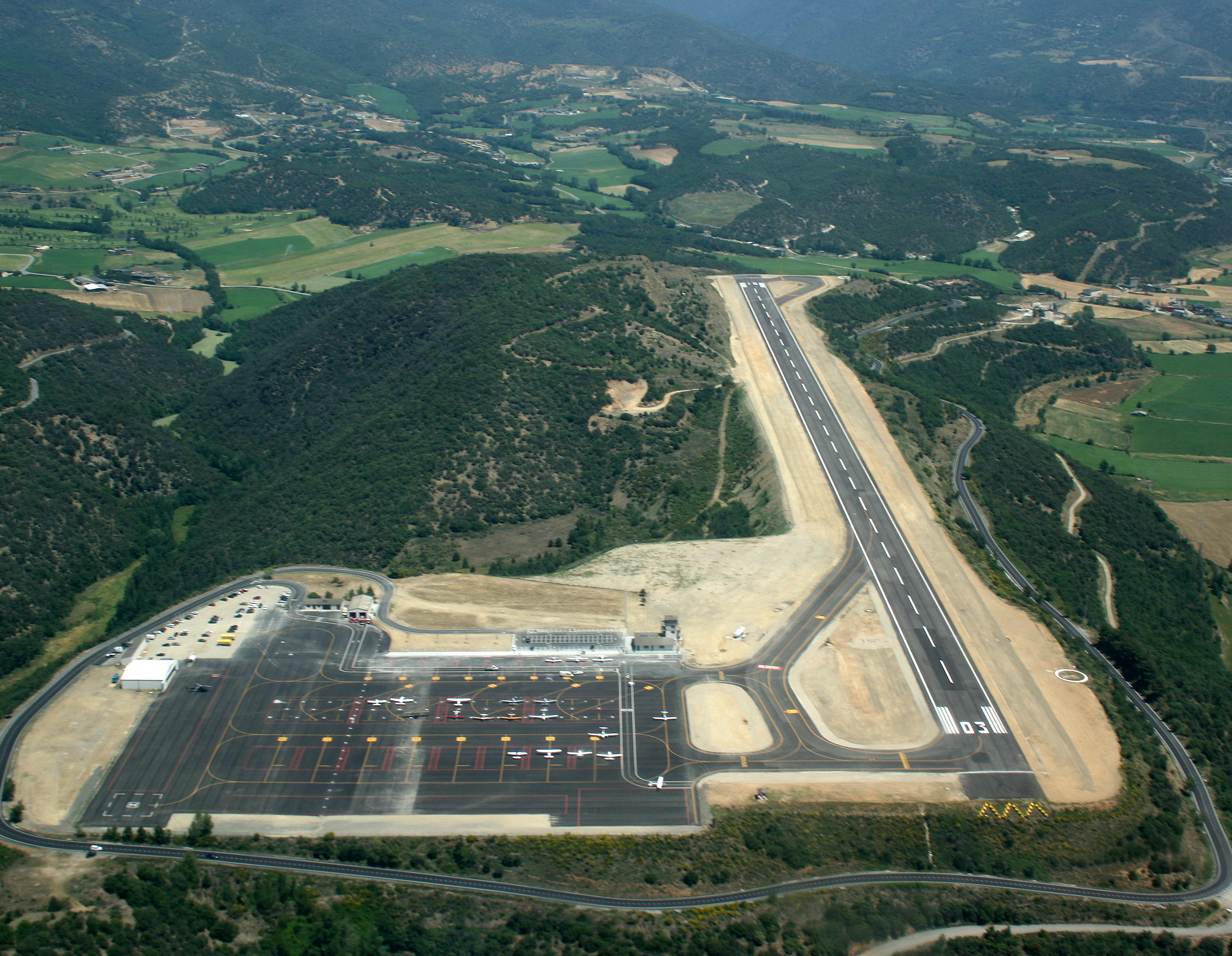
Imatge aèria de l'aeroport d'Andorra - La Seu d'Urgell, situat fora del territori andorrà però principal aeroport d'entrada a Andorra, ja que en aquest país no n'hi ha.

Andorra la Vella té accés directe al transport aeri, amb els vols d'helicòpters comercials que aterren a l'heliport d'Andorra la Vella, situat al centre de la ciutat. L'aeroport Andorra - la Seu d'Urgell es troba a 24 quilòmetres al sud de la ciutat i des de juliol de l'any 2015 opera rutes domèstiques a diversos aeroports de tot Espanya. Els aeroports més propers ubicats a Catalunya i França proporcionen accés als vols internacionals, i els més propers són els de Perpinyà (156 km) i Lleida (160 km). Altres aeroports més grans són els de Tolosa, Girona i Barcelona.
Andorra la Vella no té una estació de tren, tot i que hi ha un servei de transport d'autobús uneix la ciutat amb les estacions de tren de L'Ospitalet a França i de Lleida a Catalunya. També hi ha autobusos des dels aeroports de Barcelona, Girona i Reus cap a Andorra la Vella.

## Esports

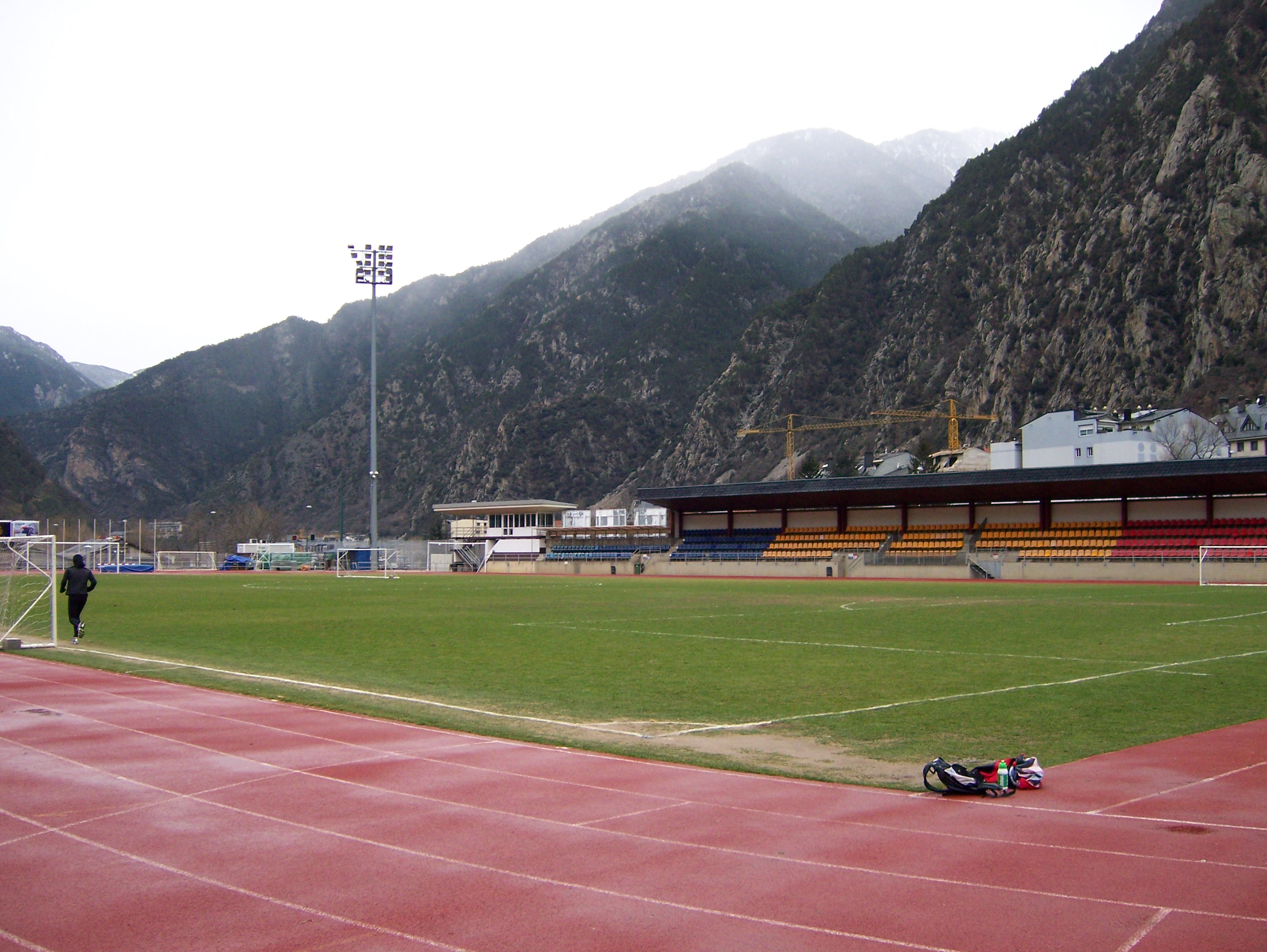
L'Estadi Comunal d'Andorra la Vella.

### Principals recintes esportius
- Estadi Comunal d'Andorra la Vella. Estadi situat a l'avinguda de Salou amb capacitat per a 850 espectadors. Disposa d'un camp de gespa natural per a la pràctica del futbol, així com una pista d'atletisme de sis pistes, i zones per al salt de longitud i d'altura i el llançament de pes, de disc i de javelina. Annex es troba un pavelló cobert i una pista poliesportiva a l'aire lliure, on és practicat el bàsquet, l'handbol i l'hoquei, entre altres esports. Gestionat pel Comú d'Andorra (municipal).
- Estadi Nacional. És el principal estadi del país, és la seu dels equips nacionals de futbol i rugbi XV. Construït al 2014, té una capacitat de 3306. El primer partit oficial fou una derrota per 1–2 contra Gal·les per al grup B de qualificació per l'Eurocopa 2016, que es va jugar el 9 de setembre de 2014, després de passar la inspecció de la UEFA la setmana anterior.
- Poliesportiu d'Andorra. Pavelló amb pista poliesportiva de parquet flotant, amb capacitat per a 4.000 espectadors. Seu de la Selecció de futbol sala d'Andorra i del Bàsquet Club Andorra. Gestionat pel Govern d'Andorra.
- Centre Esportiu dels Serradells. Complex poliesportiu de titularitat municipal situat a la carretera de Comella. Va ser construït el 1991, amb motiu dels Jocs dels Petits Estats d'Europa. Disposa de múltiples equipaments com pistes de tennis i esquaix, piscines, pista poliesportiva, etc.

### Esdeveniments esportius
Andorra la Vella va albergar gran part de les proves dels Jocs dels Petits Estats d'Europa celebrats al Principat el 1991 i el 2005. La ciutat també va ser una de les candidates dels Jocs Olímpics d'Hivern de 2010, que finalment van ser concedits a la ciutat canadenca de Vancouver.
Des de l'any 2007 la FIS va homologar la pista d'esquí: "L'avet" (estació de Soldeu) per celebrar una copa del món femenina d'eslàlom gegant d'esquí alpí el 2011.

## Ambaixades i consolats
Andorra la Vella, com a capital del Principat d'Andorra, engloba les dues ambaixades següents:
| - Ambaixada d'Espanya - Ambaixada de França |

## Relacions internacionals

### Agermanaments
Andorra la Vella està agermanada amb:
- Foix, Occitània, França (1999)[17]
- Sant Pol de Mar, Maresme, Catalunya (2010)[18]
- San Carlos de Bariloche, Río Negro, Argentina (2017)[19]
- Valls, Alt Camp, Catalunya (1967)[20]

### Unió de capitals iberoamericanes
Andorra la Vella forma part de la Unió de Ciutats Capitals Iberoamericanes des del 12 d'octubre de 1982, establint així una relació de germanor amb les següents ciutats:
| - Asunción, Paraguai - Bogotà, Colòmbia - Buenos Aires, Argentina - Caracas, Veneçuela - Ciutat de Guatemala, Guatemala - L'Havana, Cuba - Quito, Equador - La Paz, Bolívia | - Lima, Perú - Lisboa, Portugal - Madrid, Espanya - Managua, Nicaragua - Ciutat de Mèxic, Mèxic - Montevideo, Uruguai - Ciutat de Panamà, Panamà - Rio de Janeiro, Brasil | - San José, Costa Rica - San Juan, Puerto Rico - San Salvador, El Salvador - Santiago de Xile, Xile - Santo Domingo, República Dominicana - Tegucigalpa, Hondures |